# Céline Dongo
Céline Dongo, née le 13 novembre 1970, est une handballeuse ivoirienne. 

## Clubs
- 2001-2003 : Handball Octeville-sur-Mer
- 2003-2004 : Alfortville
- 2004-2005 : Aubervilliers
- 2006-2007 : Aunis Handball La Rochelle-Périgny

## Palmarès
- médaille de bronze lors des Jeux panafricains 2007 à Alger[1]
- médaille d'argent lors du Championnat d'Afrique des nations 2008.